# Васильевское (Ново-Ямское сельское поселение)
Васильевское — деревня в Старицком районе Тверской области. Входит в состав Ново-Ямского сельского поселения.

## География
Находится в южной части Тверской области на расстоянии приблизительно 16 км на юг по прямой от районного центра города Старица.

## История
Деревня была отмечена ещё на карте 1825 года. В 1859 году здесь (деревня Зубцовского уезда) было учтено 20 дворов, в 1941 — 42.

## Население
Численность населения: 160 человек (1859 год), 6 (русские 100 %) в 2002 году, 8 в 2010.